# Cosmocomoidea atriclava
Cosmocomoidea atriclava (лат.) — вид хальциноидных наездников рода Cosmocomoidea из семейства Mymaridae.

## Распространение
Аргентина, Мексика (Ciudad Victoria, Tamaulipas), Тринидад и Тобаго. (Triapitsyn, Bezark and Morgan 2002).

## Описание
Мелкие хальциноидные наездники. Длина тела: 1,58—1,90 мм. Усики 12-члениковые у самок и 13-члениковые у самцов. Крылья с полностью редуцированным жилкованием. Окраска в основном коричневая, булава усиков — чёрная.
Паразитируют на яйцах цикадок Homalodisca sp. и Oncometopia clarior (Walker) (Cicadellidae), из которых были выведены в лабораторных условиях.